# Shelbyville, Illinois
Shelbyville är administrativ huvudort i Shelby County i den amerikanska delstaten Illinois. Countyt grundades år 1827 och Shelbyville planlades som dess huvudort.

## Kända personer från Shelbyville
- Homer W. Hall, politiker